# Ореховно (Плюсский район)
О́реховно — деревня в Плюсском районе Псковской области России. Входит в состав Лядской волости.
Расположена на левом берегу реки Плюссы при впадении в неё Ореховенки в 10 км к востоку от волостного центра Ляды и в 37 км к северо-западу от райцентра Плюсса.
В деревне в здании бывшей школы расположен краеведческий музей.
На месте бывшей Троицкой церкви села Боброва, сожженной в 1944 году, ныне находится деревянная часовня во имя Святой Троицы (освящена 11 июня 2006).

## Население
| 2001 | 2002 | 2010 |
| ---- | ---- | ---- |
| 150  | ↘127 | ↘84  |

Численность населения деревни на 2000 год составляла 150 человек.

## Исторические сведения
Первоначально на территории деревни стояли три селения: Нижнее Ореховно (Ореховно), Верхнее Ореховно и Боброво. Первое упоминание двух из них находится в писцовой книге 7007 (1498/1499) года письма Матвея Ивановича Валуева, текст которой сохранился в виде выписки XVIII века (в выписке текст датирован неверно 1524 годом).

«Дер. Ореховна: во дворе Михейко да Максимко Самсоновы да Михейков сын Палка, во дворе Матвейко Самсонов да Демешка Бобей, во дворе Марко, да Фомко, да Васка Трушковы, пашни 20 коробей, сена 100 копен, 4 обжи.

Дер. Ореховно Вышнее: во дворе Пантелейко, да Акимко, да Ульянко, да Кондрат Трофимовы, во дворе Ивашко Дмитров, сын его Васко, во дворе Ивашко Стехнов, во дворе Фалеш Яшков да пасынки его Фомка да Якуш, во дворе Родивонка да Оксен Дмитровы, во дворе Купря Степанов, пашни 20 коробей, сена 100 копен, 4 обжи.»— [РГАДА, Ф.1209, Оп.1, № 706]; опубликовано: "Новгородские писцовые книги, изданные Археографической комиссией." Т.V. Редактор Богоявленский С.К. СПб. 1905. Текст приведён по редакции данного издания.
Впоследствии все три селения были описаны в писцовой книге 1571 года. Сельцо Ореховно и деревня Верхнее Ореховно за помещиком Петром Андреевым сыном Тушина.

«За Петром Ондреевым сыном Тушына.

Селцо Орехов{но}: двор болшой, (в) жывет Петр Тушын сам да люд[c]кие дворы: (в) Косой Захарьев, (в) Спирко, (в) крестьянин Васко Сехнов, 3 обжы, засеву на обжу в поле по 4 четверти, а в дву по тому ж, сена на обжу по три копны; в той ж деревни обжа пуста, а засеву, а закосу по тому ж.

(Дрв) Ореховно Верхнее: (в) Ильюшка Мосеев, (в) Савка Лопатин, (в) Терешка Цывилев, (в) Родивонко, 2 обжы, в поле пашни по 4 четверти на обжу, а в дву по тому ж, сена на обжу по 3 копны; в той ж деревни 2 обжы пусты, засеву и закосу по тому ж.

А лесу у дву тех деревень черного пашенного и непашенного в длину на 2 версты, а поперек верста, да три озерка лешые, а ловли в них нет.»— [РГАДА, Ф.137, Оп.1, Новгород, №8]; опубликовано: «Новгородские писцовые книги, изданные императорской Археографической комиссией», т.5, СПб, 1905г, ред.С.К.Богоявленский. Текст приведён по редакции Коплиенко В.Б.
А сельцо Боброво — за Иваном Васильевым сыном Тушина.

«За Иваном Васильевым сыном Тушына отца его поместья.

Селцо Боброво, а в нем 2 церкве, Иван Милостивый да Никола Чюдотворец; дв.сам жывет Иван, а на задворки жывут люди его: дв. Клишко, дв. Новик, дв. Якуш, дв. Федот, дв.поп Тарасей, в поле засеву на трех обжах на обжу по 3 четверти с осминою, а в дву по тому-ж, сена по 10 копен на обжу, а черного лесу, и клину, и пахотные земли на пол-версты в длину и поперек.»— [РГАДА, Ф.137, Оп.1, Новгород, №8]; опубликовано: «Новгородские писцовые книги, изданные императорской Археографической комиссией», т.5, СПб, 1905г, ред.С.К.Богоявленский. Текст приведён по редакции данного издания.
В Ливонскую войну в 1581 году на село Боброво совершили набег литовско-польские войска («литовские люди»). Ими были сожжены стоявшие здесь две деревянные церкви Иван Милостливый да Никола Чюдотворец. К 1584 году в Боброве храм Ивана Милостливого был построен вновь. Но в декабре 1590 года село Боброво (в том числе и недавно отстроенная церковь), деревни Орехово Нижнее и Ореховно Вышнее были полностью сожжены шведскими войсками. К августу 1612 года церковь Ивана Милостливого была снова отстроена. Церковь Ивана Богослова села Боброва была упомянута также в межевой книге 1673-76 годов. Во время проведения переписи в 1710-м году здесь уже стояла другая деревянная церковь — во имя святой Троицы. В 1771 году помещиком Татищевым Троицкая церковь была отстроена заново. В 1804 году от молнии сгорела соседняя к Боброву церковь Казанской Божией Матери в Глебовой Горке; вследствие этого, её причт до 1818 года служил в Бобровской церкви, а после был к ней причислен. 1883—1884 годах Троицкая церковь была капитально отремонтирована и освящена 24 января 1884 года благочинным, священником Лядской Преображенской церкви Александром Космичем Милославовым. Во время Великой Отечественной войны, в 1944 году, Троицкий храм в селе Боброво был вновь сожжён, и после этого уже не восстанавливался.
После решения о ликвидации крепостного права в России в 1861 году, в Гдовском уезде, куда входили в то время эти три селения, была образована Бобровская волость. По материалам переписи 1897 года на месте современной деревни Ореховно были учтены следующие селения и их части.
- Боброво: деревня 51 чел. м. п, 89 чел. ж. п, итого 140 чел., все православного исповедания; погост 4 чел. м. п, 11 чел. ж. п, итого 15 чел, все православного исповедания.
- Нижнее Ореховно: деревня 79 чел. м. п, 112 чел. ж. п, итого 191 чел., все православного исповедания; мельница 1 чел. м. п, 5 чел. ж. п, итого 6 чел., все протестанты.
- Верхнее Ореховно: деревня 75 чел. м. п, 97 чел. ж. п, итого 172 чел., все православного исповедания; волостное правление 1 чел. м. п, 1 чел. ж. п, итого 2 чел., все православного исповедания.

7 февраля 1977 года решением Псковского облисполкома № 41 деревни Нижнее Ореховно, Верхнее Ореховно и Боброво были объединены в одну деревню, получившую название Ореховно.